# Bács (település)
Bács (szerbül: Бач / Bač, németül: Batsch) város és községi központ Szerbiában, a Vajdaságban, Bácskában.

## Nevének eredete
Neve a magyar Bács személynévből ered, melynek előzménye az ótörök baga méltóságnév.

## Fekvése
Újvidéktől 62 km-re északnyugatra, Zombortól 52 km-re délre, Palánkától 20 km-re északnyugatra fekszik.

## A község települései
Közigazgatásilag Bácson kívül még öt település tartozik a községhez (zárójelben a települések szerb neve áll):
- Bácsújfalu (Селенча / Selenča)
- Bácsújlak (Бачко Ново Село / Bačko Novo Selo)
- Bogyán (Бођани / Bođani)
- Palona (Плавна / Plavna)
- Vajszka (Вајска / Vajska)

## Története

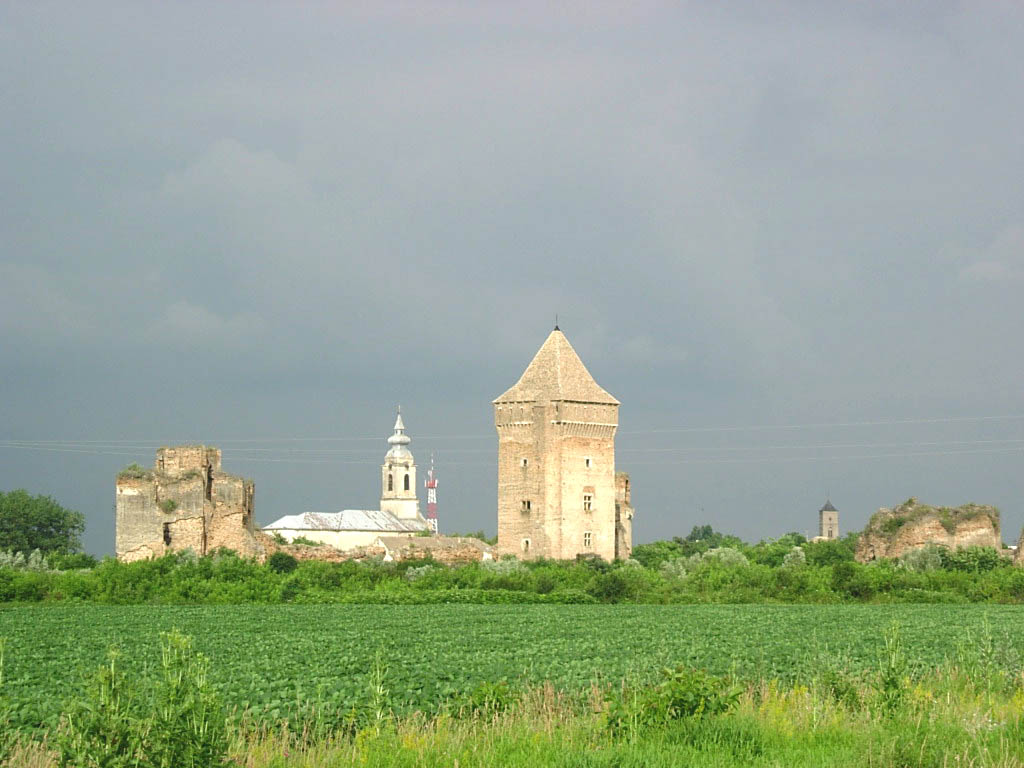
A bácsi vár, háttérben balról a Szent Pál katolikus templommal, jobbról pedig a ferencesek templomával

Történeti források 1111-ben Bache néven említik először. Már a honfoglaláskor szláv vár állt itt, majd Bács vármegye székhelye lett. Fontos délvidéki város, 1072-ben ide telepítették a szerémi görög püspökséget, a 13.–14. században a Kalocsa-Bácsi Érsekség egyik székhelye, de székesegyháza 1351-ben leégett. Ferences temploma 1234-ben, rendháza 1734-ben épült. Várát 1192-ben említették először; egykori erődrendszer központja volt. 1158-ban II. Géza itt töltötte a húsvéti ünnepeket, Károly Róbert megerősíttette. Több országgyűlés színhelye, Hunyadi Mátyás és II. Ulászló kedvelt tartózkodási helye. Később török közigazgatási székhely.
A vár a Rákóczi-szabadságharc alatt pusztult el, azóta rom, habár 1980 óta elindultak felújítások, rendbe tették a tornyot, nyáron vannak rendezvények is.
A településnek 1910-ben 3908 lakosából 1888 német és 719 magyar volt.
A trianoni békeszerződésig Bács-Bodrog vármegye Hódsági járásához tartozott.
1941-1944-ben újra Magyarország része lett, 1945-ben pedig visszakerült Jugoszláviához. Ekkor német lakosságát kitelepítették, s helyükre szerbeket költöztettek.

## Népesség

### Demográfiai változások
| 1948 | 1953 | 1961 | 1971 | 1981 | 1991 | 2002 | 2011 |
| ---- | ---- | ---- | ---- | ---- | ---- | ---- | ---- |
| 5158 | 6094 | 6321 | 5916 | 5994 | 6046 | 6087 | 5399 |

| Nemzetiség       | Szám | %     |
| Szerbek          | 4274 | 70,21 |
| Horvátok         | 509  | 8,36  |
| Magyarok         | 418  | 6,86  |
| Jugoszlávok      | 272  | 4,46  |
| Szlovákok        | 142  | 2,33  |
| Cigányok         | 43   | 0,70  |
| Németek          | 42   | 0,68  |
| Montenegróiak    | 31   | 0,50  |
| Muzulmánok       | 13   | 0,21  |
| Ukránok          | 7    | 0,11  |
| Bunyevácok       | 4    | 0,06  |
| Ruszinok         | 3    | 0,04  |
| Szlovének        | 2    | 0,03  |
| Macedónok        | 2    | 0,03  |
| Oroszok          | 1    | 0,01  |
| Bolgárok         | 1    | 0,01  |
| Albánok          | 1    | 0,01  |
| Egyéb/Ismeretlen |      |       |

| Nemzetiség       | Szám  |
| Szerbek          | 3 852 |
| Horvátok         | 413   |
| Magyarok         | 399   |
| Szlovákok        | 127   |
| Cigányok         | 57    |
| Jugoszlávok      | 41    |
| Németek          | 31    |
| Montenegróiak    | 23    |
| Muzulmánok       | 17    |
| Ukránok          | 9     |
| Bunyevácok       | 4     |
| Ruszinok         | 4     |
| Macedónok        | 2     |
| Oroszok          | 2     |
| Szlovének        | 2     |
| Bosnyákok        | 1     |
| Románok          | 1     |
| Egyéb            | 48    |
| Nem nyilatkozott | 283   |
| Régió            | 68    |
| Ismeretlen       | 15    |

## Látnivalók

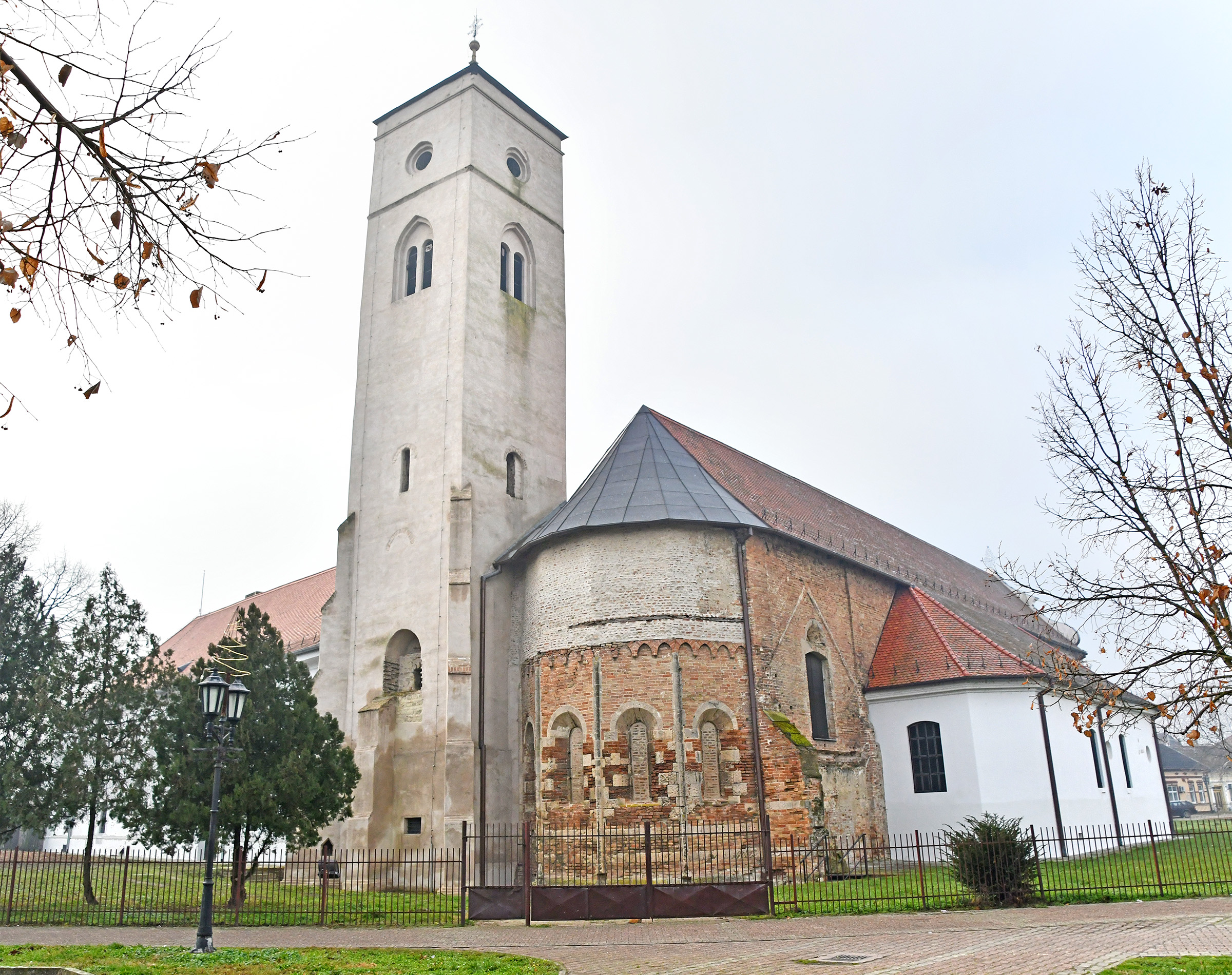
A ferencesek temploma

- Bácsi vár: a Szent Pál templom közelében, a Mosztonga nevű folyón keresztül közelíthetjük meg. A vár a mohácsi ütközet után, 1526 októberében török kézre került, de 1687-ben visszafoglalták. 1704. július 8-án II. Rákóczi Ferenc hadai ostrommal bevették s felgyújtották, azóta romokban hever.
- Szent Pál barokk stílusú római katolikus templom: a valamikori bácsi káptalan és a bácsi érsekség székhelye. A plébánia a 11. század óta fennáll, 1688-ban újraalapították. A templom névadója Szent Pál apostol. A templomot 1773-ban emelték, és 1780-ban fejezték be. A torony 1923-ban lett újjáépítve. A templom 1937-ben és 1960-ban fel lett újítva. A templom méretei: hossza 50,5 m, szélessége 25,25 m, magassága 17 m, a torony 60 m magas. Négy harangja közül a legnagyobb 1100 kg, a legkisebb 175 kg. Az anyakönyvet 1713-óta vezetik.
- Ferences templom: a templom névadója Nagyboldogasszony. Régen a templomos lovagok temploma lehetett, a 13. századtól ferencesrendi templom. Ez a legrégibb templomépület egész Bácskában. Több ízben is újjá lett építve, de láthatóak a 13. században épült falmaradványok. A templom mai méretei: hossza 42 m, szélessége 14 m, magassága 10 m, a torony magassága 35 m.
- "Hamam" török fürdő romjai

## Híres emberek
- Itt hunyt el 1501-ben Váradi Péter kalocsai érsek, humanista tudós
- Itt született 1854. október 24-én Déri Miksa mérnök, feltaláló, erőmű építő, a párhuzamos kapcsolású, az öngerjesztésű váltakozó áramú generátor, valamint a transzformátor egyik szabadalmaztatója.
- Itt született 1852. december 10-én Déri Frigyes műgyűjtő, selyemgyáros, aki 1916-ban Bajának, majd a trianoni döntés után 1920-ban Debrecennek ajándékozta gazdag gyűjteményét.